# 라이헤나우섬
라이헤나우섬(독일어: Reichenau [ˈʁaɪçənaʊ][*] Island)은 독일 남부 보덴호에 있는 섬이다. 콘스탄스 호수의 두 부분인 그나덴제(Gnadensee)와 운터제(Untersee) 사이에 있는 콘스탄츠 시의 거의 정서쪽에 자리 잡고 있다. 섬의 총 면적은 4.3k㎡이고, 둘레는 11km이며, 최대 길이는 4.5km, 너비는 1.5km이다. 가장 높은 지점인 Hochwart는 호수 표면 위 약 43m, 평균 해수면 위 438.7m에 있다.
하이헤나우는 1838년에 완공된 둑길로 본토와 연결되어 있으며, 이 둑길은 폭 10m와 길이 95m의 수로로 쇼플렌성의 유적과 라이헤나우섬의 동쪽 끝 사이를 가로지르며, 브룩그라벤. 낮은 도로 교량은 일반 보트는 통과할 수 있지만, 범선은 통과할 수 없다.
이 섬은 라이헤나우 수도원 때문에 2000년에 세계문화유산으로 지정되었다. 수도원의 뮌스터(민스터 교회)는 성모 마리아와 성 마르크에게 헌정되었다. 섬에 성 게오르게와 성 베드로와 바울에게 봉헌된 두 개의 교회가 더 세워졌다. 하이헤나우의 유명한 작품에는 (성 게오르게 교회에서) 그리스도의 기적, 10세기의 독특한 생존에 대한 오토 왕조 시대 벽화가 있다. 대수도원의 집행관은 2층의 석조 건물에 2층의 목재 골조가 추가되었다. 남부 독일에서 가장 오래된 목조 건물 중 하나인 14세기에 추가되었다.
수도원의 멀리 떨어진 토지 중에는 스위스 그라우뷘덴주의 타민 시정촌에 있는 라인강 상류에 있는 마을인 라이헤나우가 있으며 수도원 이름을 따서 명명되었다.
오늘날 이 섬은 채소 농장으로도 유명하다. 섬 옆에 있는 볼마팅어 리트(Wollmatinger Ried)는 갈대 습지 지역인 대규모 자연 보호 구역으로, 이곳은 많은 새들이 매년 이동하는 동안 중간 기착지로 사용된다.

## 갤러리

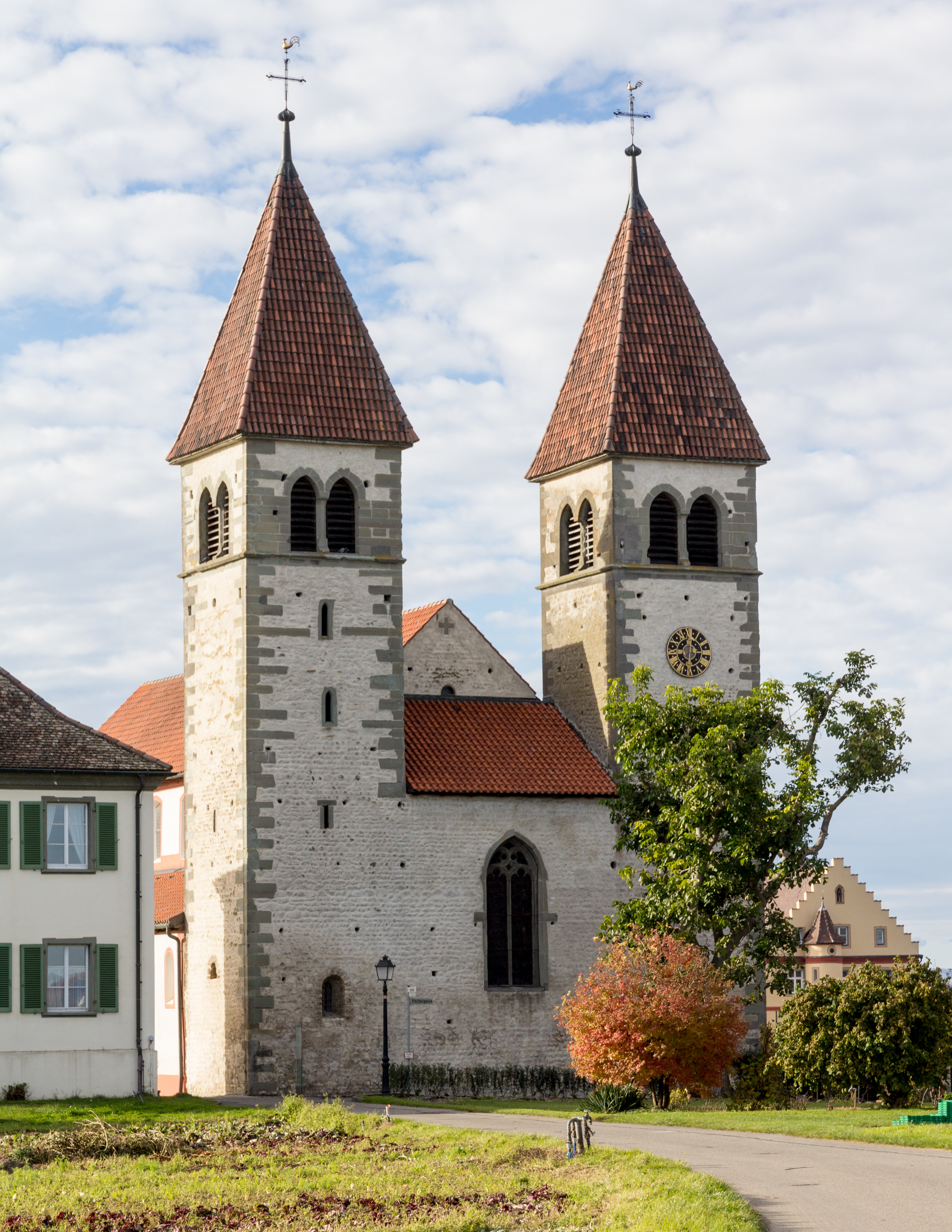
라이헤나우-니더첼에 있는 성베드로와 바울 교회의 로마네스크 양식 교회에 있는 15세기 탑
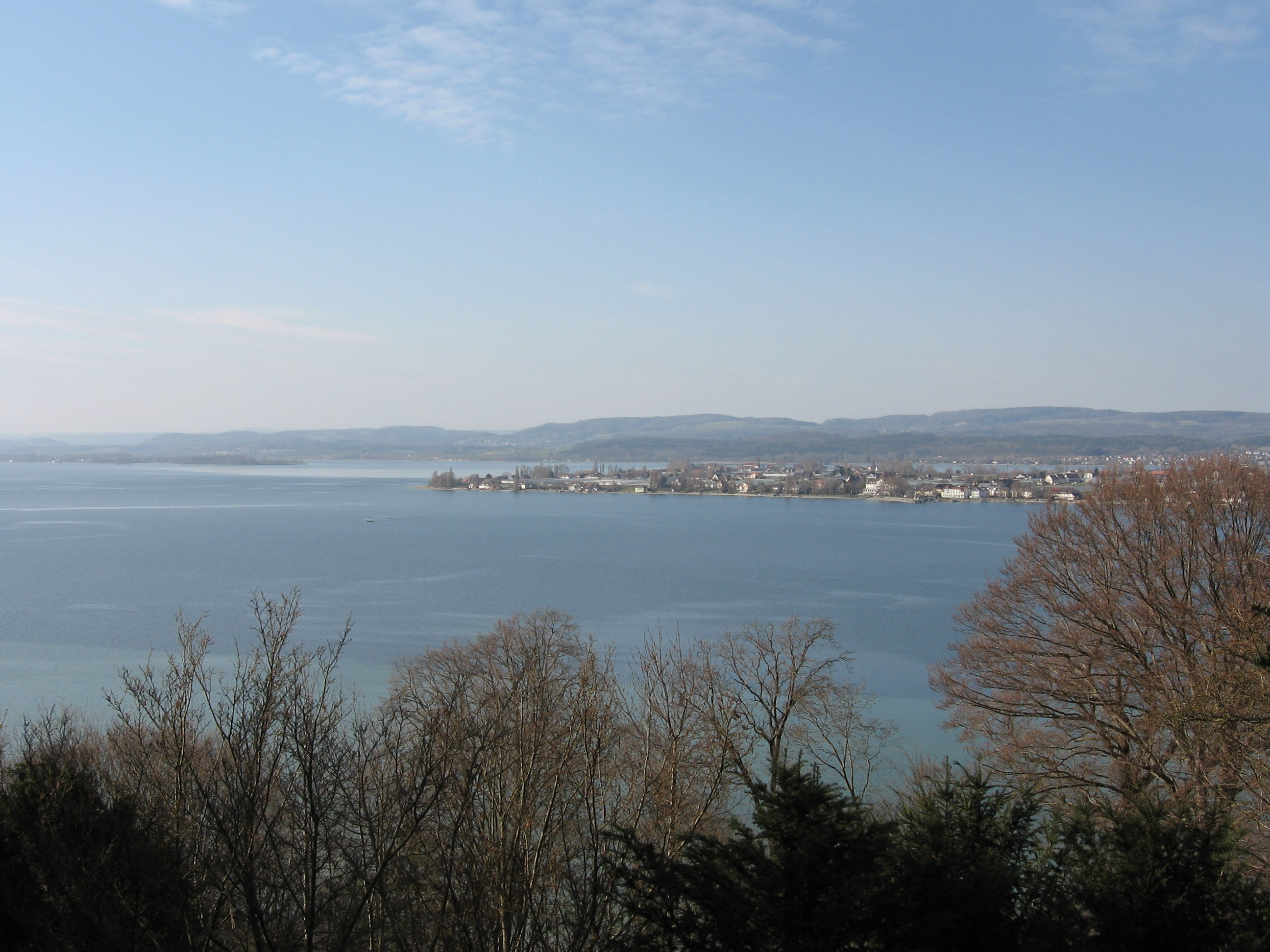
라이헤나우섬의 남서쪽
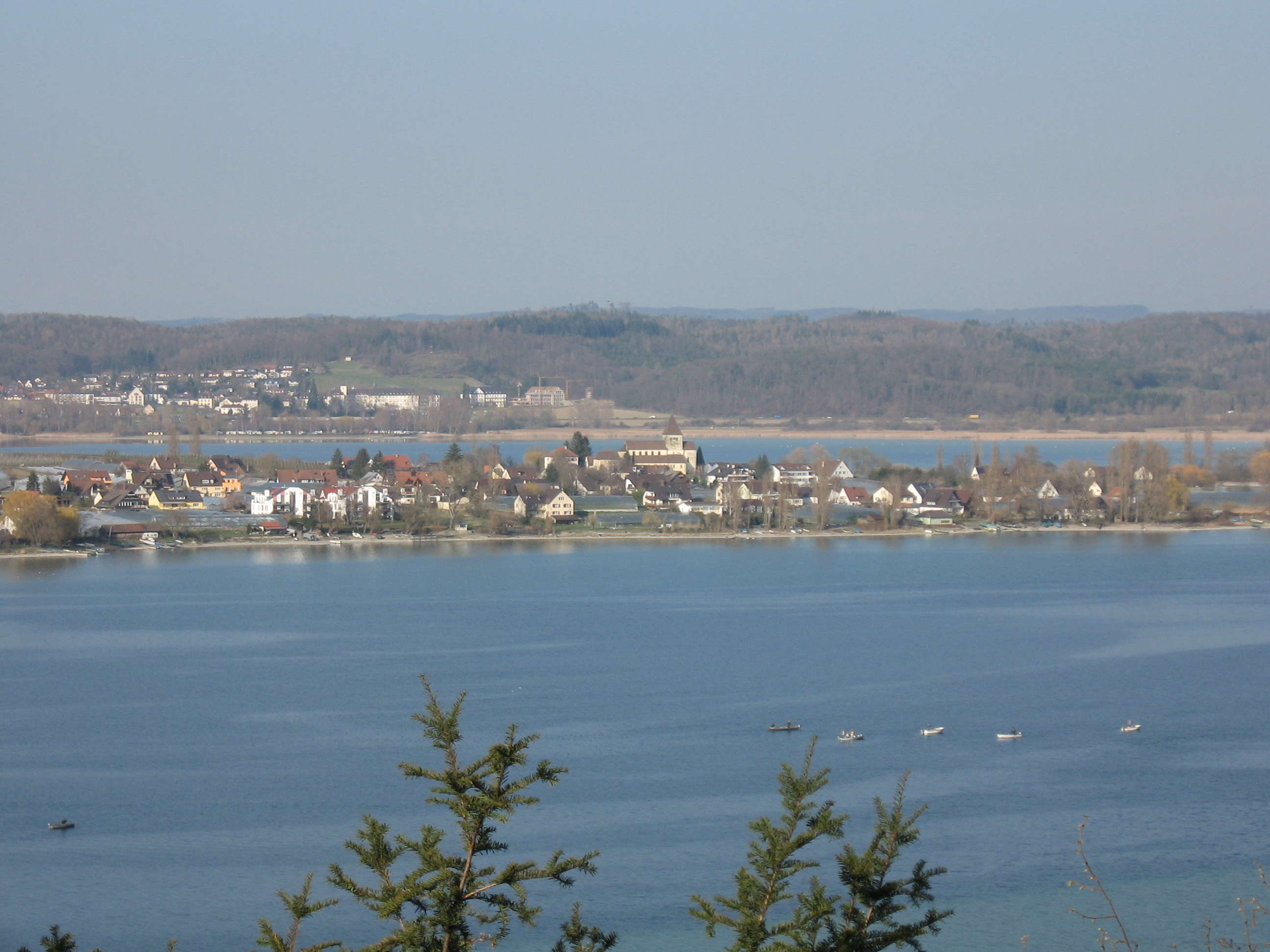
라이헤나우섬의 남동쪽
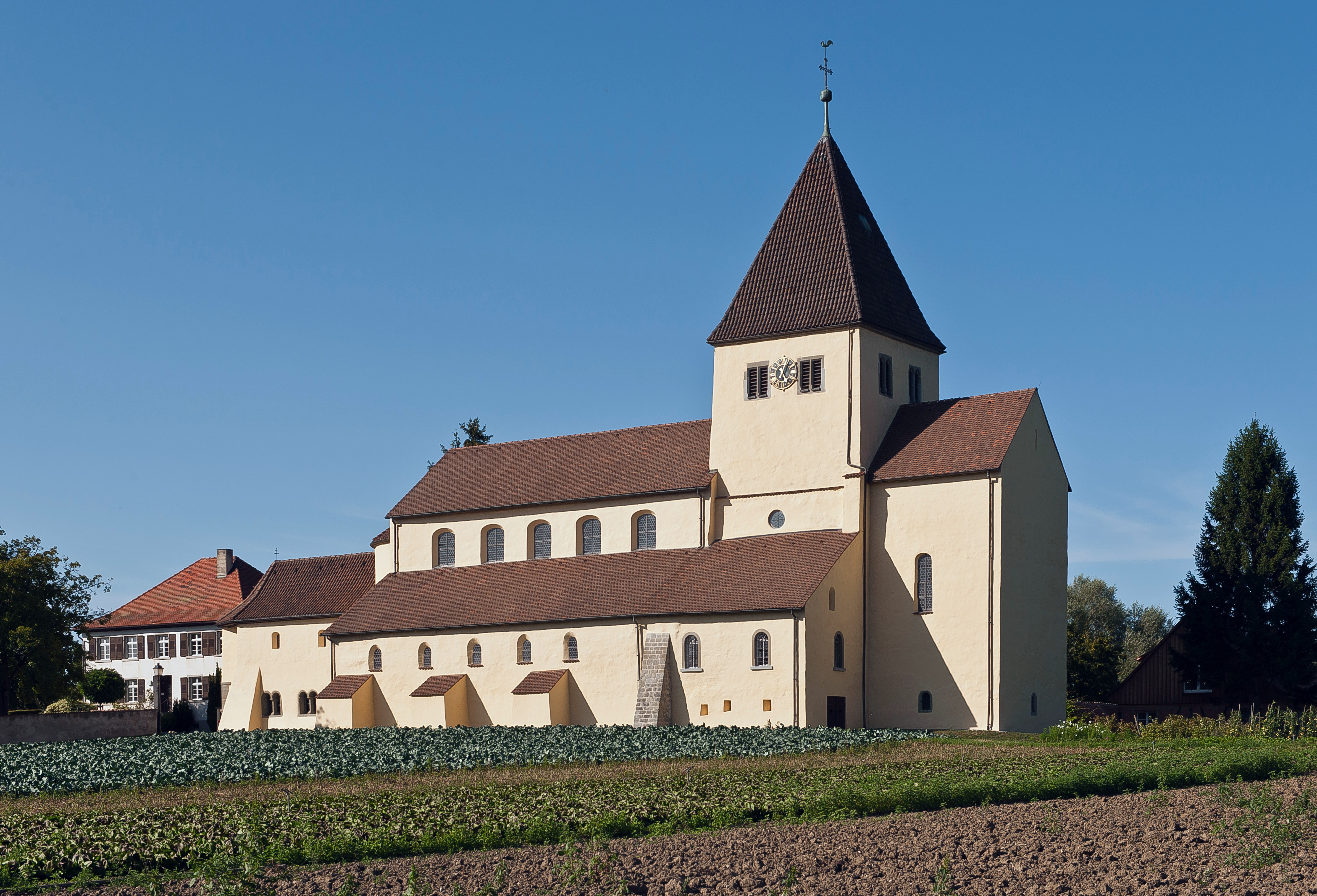
성 게오르게, 라이헤나우-오버첼
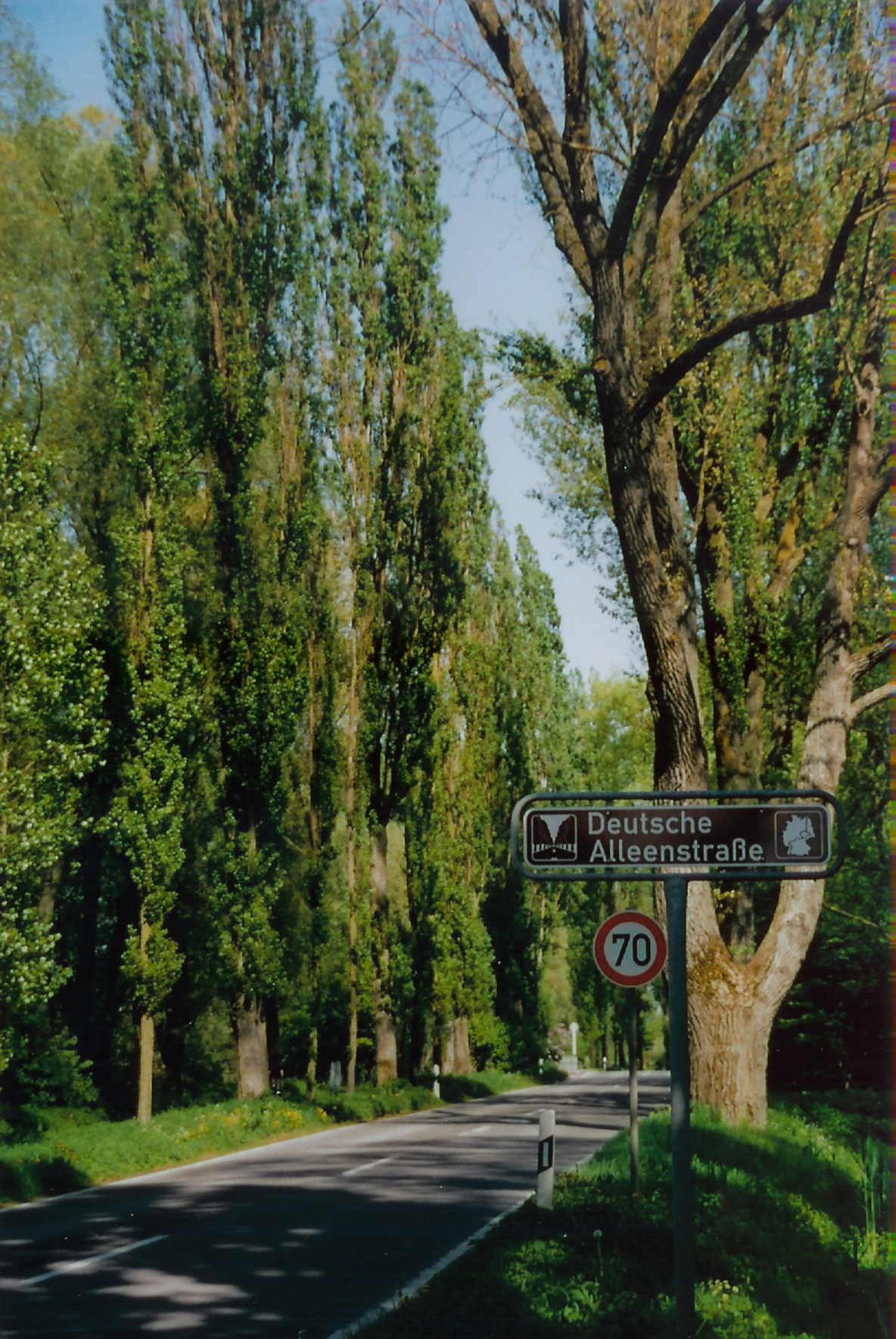
백양이 늘어선 아베뉴에서 라이헤나우섬까지
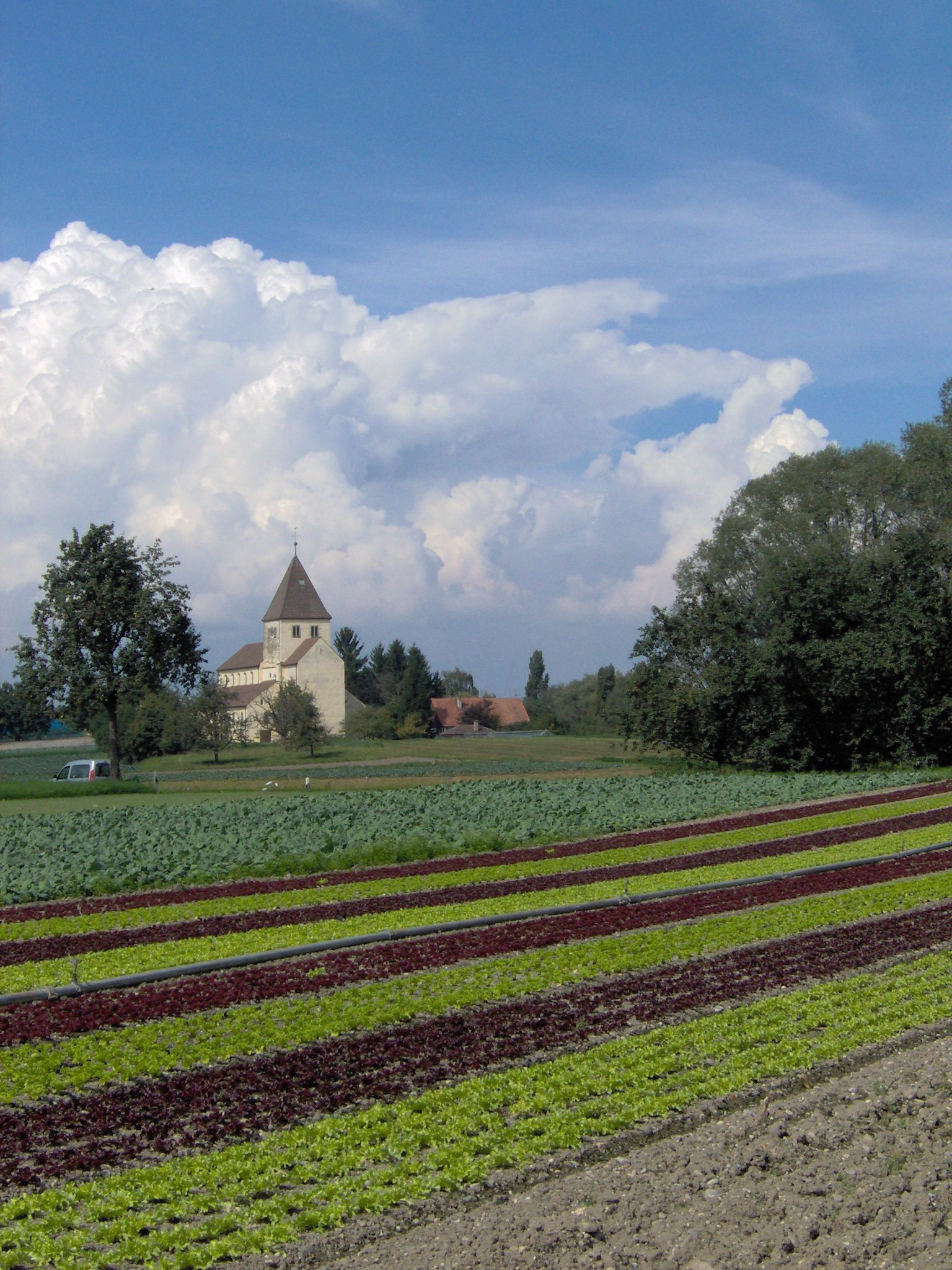
성 게오르크 교회를 배경으로 한 섬의 야채 농장 중 하나